# 元山登雄
元山 登雄（もとやま たかお、1941年2月1日 - 2025年7月24日）は、日本の経営者。三井造船社長を務めた。京都府出身。

## 経歴・人物
1964年に大阪大学工学部を経て、1966年に大阪大学大学院工学研究科を修了し、同年に三井造船に入社。1997年6月に取締役に就任し、1999年6月に常務を経て、2001年6月に社長に就任。2007年6月には会長に就任。2011年6月に相談役に退いた
2025年7月24日死去。84歳没。